# Eccellenza Basilicata 2007-2008
Il campionato italiano di calcio di Eccellenza regionale 2007-2008 è stato il diciassettesimo organizzato in Italia. Rappresenta il sesto livello del calcio italiano. Questi sono i gironi organizzati dal comitato regionale della regione Basilicata.

## Stagione

### Novità
Dal campionato di Eccellenza Basilicata 2006-2007 era stata promossa in Serie D l'Horatiana Venosa, mentre l'Atletico Marconia, il Pisticci, il Moliterno e il Basilicata erano stati retrocessi nel campionato di Promozione Basilicata. Dal campionato di Promozione Basilicata 2006-2007 erano stati promossi in Eccellenza l'Azzurra Tricarico, primo classificato, e il Banzi, vincitore dei play-off promozione. Dalla Serie D 2006-2007 era stato retrocesso lo Sporting Genzano.
La "Pol. Atella Monticchio" ha cambiato denominazione in "A.S.D. Atella Monticchio Vulture".

### Formula
Le 16 squadre partecipanti disputano un girone all'italiana con partite di andata e ritorno per un totale di 30 giornate. La prima classificata viene promossa in Serie D. Le squadre classificate dal secondo al quinto posto sono ammesse ai play-off per decretare quale squadra partecipa agli spareggi nazionali per la promozione in Serie D. L'ultima classificata viene retrocessa direttamente nel campionato di Promozione. Le squadre classificate dal dodicesimo al quindicesimo posto sono ammesse ai play-out per decretare due retrocessioni in Promozione.

## Squadre partecipanti
| Squadra                          | Città (provincia)       | Stagione 2006-2007           |
| -------------------------------- | ----------------------- | ---------------------------- |
| A.S. Angelo Cristofaro           | Oppido Lucano (PZ)      | 7º in Eccellenza Basilicata  |
| A.S.D. Atella Monticchio Vulture | Atella (PZ)             | 2º in Eccellenza Basilicata  |
| Avigliano Calcio PZ              | Avigliano (PZ)          | 3º in Eccellenza Basilicata  |
| Pol. AZ Picerno                  | Picerno (PZ)            | 12º in Eccellenza Basilicata |
| A.S.D. Azzurra Tricarico         | Tricarico (MT)          | 1º in Promozione Basilicata  |
| A.C. Banzi                       | Banzi (PZ)              | 2º in Promozione Basilicata  |
| A.S. Brienza Calcio              | Brienza (PZ)            | 6º in Eccellenza Basilicata  |
| Ferrandina Calcio                | Ferrandina (MT)         | 14º in Eccellenza Basilicata |
| A.C. Forza Matera                | Matera                  | 11º in Eccellenza Basilicata |
| U.S. Irsinese                    | Irsina (MT)             | 9º in Eccellenza Basilicata  |
| F.C. Murese 2000 Aurora          | Muro Lucano (PZ)        | 10º in Eccellenza Basilicata |
| A.C. Ricigliano                  | Muro Lucano (PZ)        | 4º in Eccellenza Basilicata  |
| A.C. Ruggiero di Lauria A.S.D.   | Lauria (PZ)             | 8º in Eccellenza Basilicata  |
| F.C. Sporting Genzano            | Genzano di Lucania (PZ) | 16º in Serie D/H             |
| Sporting Montalbano              | Montalbano Jonico (MT)  | 13º in Eccellenza Basilicata |
| C.S. Vultur                      | Rionero in Vulture (PZ) | 5º in Eccellenza Basilicata  |

## Classifica finale
Fonte: sito FIGC LND Comitato Regionale Basilicata.
|  | Pos. | Squadra             | Pt | G  | V  | N  | P  | GF | GS | DR  |
|  | ---- | ------------------- | -- | -- | -- | -- | -- | -- | -- | --- |
|  | 1.   | Sporting Genzano    | 71 | 30 | 21 | 8  | 1  | 74 | 22 | +52 |
|  | 2.   | Ricigliano          | 64 | 30 | 19 | 7  | 4  | 60 | 26 | +34 |
|  | 3.   | Avigliano Calcio PZ | 59 | 30 | 18 | 5  | 7  | 54 | 29 | +25 |
|  | 4.   | Atella M. Vulture   | 50 | 30 | 14 | 8  | 8  | 57 | 44 | +13 |
|  | 5.   | Murese 2000 Aurora  | 46 | 30 | 13 | 7  | 10 | 38 | 31 | +7  |
|  | 6.   | Azzurra Tricarico   | 45 | 30 | 12 | 9  | 9  | 45 | 37 | +8  |
|  | 7.   | Vultur Rionero      | 43 | 30 | 11 | 10 | 9  | 31 | 28 | +3  |
|  | 8.   | Banzi               | 43 | 30 | 12 | 7  | 11 | 45 | 40 | +5  |
|  | 9.   | AZ Picerno          | 37 | 30 | 10 | 7  | 13 | 34 | 43 | -9  |
|  | 10.  | Irsinese            | 37 | 30 | 9  | 10 | 11 | 28 | 37 | -9  |
|  | 11.  | Ferrandina          | 29 | 30 | 6  | 11 | 13 | 33 | 50 | -17 |
|  | 12.  | Ruggiero di Lauria  | 27 | 30 | 7  | 6  | 17 | 31 | 65 | -34 |
|  | 13.  | Forza Matera        | 27 | 30 | 7  | 6  | 17 | 27 | 51 | -24 |
|  | 14.  | Angelo Cristofaro   | 26 | 30 | 6  | 8  | 16 | 28 | 41 | -13 |
|  | 15.  | Sporting Montalbano | 26 | 30 | 5  | 11 | 14 | 23 | 43 | -20 |
|  | 16.  | Brienza             | 25 | 30 | 5  | 10 | 15 | 28 | 49 | -21 |

Legenda:
      Promossa in Serie D 2008-2009
      Ammessa ai play-off nazionali
 Ammessa ai play-off o ai play-out
      Retrocessa in Promozione 2008-2009
Note:
Tre punti a vittoria, uno a pareggio, zero a sconfitta.

## Risultati

### Tabellone
|                           | AZP  | Ang  | Ate  | Avi  | Azz  | Ban  | Bri  | Fer  | For  | Irs  | Mon  | Mur  | Ric  | Rug  | SpG  | Vul  |
| ------------------------- | ---- | ---- | ---- | ---- | ---- | ---- | ---- | ---- | ---- | ---- | ---- | ---- | ---- | ---- | ---- | ---- |
| AZ Picerno                | –––– | 0-4  | 0-2  | 1-2  | 1-3  | 0-3  | 1-0  | 4-4  | 4-1  | 2-1  | 0-0  | 1-0  | 1-1  | 5-2  | 1-1  | 1-0  |
| Angelo Cristofaro         | 1-2  | –––– | 1-1  | 0-0  | 0-1  | 1-0  | 2-1  | 2-3  | 3-0  | 1-1  | 1-1  | 0-2  | 3-2  | 2-0  | 0-0  | 0-2  |
| Atella Monticchio Vulture | 1-0  | 3-0  | –––– | 2-3  | 4-2  | 2-4  | 1-1  | 2-2  | 0-1  | 2-0  | 2-0  | 2-2  | 4-3  | 6-1  | 2-1  | 2-2  |
| Avigliano                 | 2-0  | 1-0  | 3-1  | –––– | 3-2  | 3-1  | 4-0  | 2-2  | 2-0  | 3-0  | 3-0  | 3-1  | 0-1  | 5-0  | 0-2  | 3-0  |
| Azzurra Tricarico         | 1-0  | 0-0  | 3-2  | 2-3  | –––– | 4-1  | 1-1  | 0-0  | 2-0  | 2-1  | 1-1  | 1-1  | 0-0  | 6-0  | 2-4  | 0-0  |
| Banzi                     | 1-1  | 2-1  | 0-0  | 1-0  | 2-1  | –––– | 4-0  | 2-1  | 2-1  | 1-2  | 2-1  | 0-1  | 1-5  | 2-0  | 2-2  | 0-2  |
| Brienza                   | 1-1  | 1-0  | 2-2  | 0-3  | 2-2  | 3-3  | –––– | 3-1  | 1-0  | 0-1  | 3-1  | 0-2  | 2-3  | 0-0  | 0-0  | 1-1  |
| Ferrandina                | 0-2  | 2-1  | 1-3  | 1-1  | 0-1  | 2-4  | 0-0  | –––– | 1-0  | 1-0  | 3-2  | 1-2  | 1-1  | 0-0  | 3-3  | 1-1  |
| Forza Matera              | 1-2  | 2-1  | 1-2  | 1-0  | 1-2  | 0-0  | 1-3  | 0-1  | –––– | 2-1  | 2-0  | 4-2  | 0-1  | 0-0  | 2-2  | 1-0  |
| Irsinese                  | 1-1  | 2-1  | 2-1  | 1-1  | 1-1  | 0-4  | 1-0  | 2-1  | 1-1  | –––– | 1-0  | 1-2  | 1-1  | 1-2  | 0-2  | 2-1  |
| Sporting Montalbano       | 0-2  | 1-1  | 1-1  | 2-1  | 1-4  | 1-1  | 3-0  | 0-0  | 2-0  | 2-2  | –––– | 1-0  | 0-1  | 1-0  | 1-1  | 0-1  |
| Murese 2000 Aurora        | 2-0  | 0-0  | 1-2  | 1-2  | 1-0  | 1-0  | 1-0  | 1-0  | 1-1  | 1-1  | 0-0  | –––– | 2-0  | 4-0  | 1-2  | 2-1  |
| Ricigliano                | 2-0  | 3-1  | 4-1  | 2-0  | 3-0  | 1-0  | 2-1  | 3-0  | 3-1  | 0-0  | 5-0  | 3-1  | –––– | 2-0  | 1-3  | 4-1  |
| Ruggiero di Lauria        | 1-0  | 3-1  | 1-2  | 0-1  | 0-1  | 1-1  | 2-1  | 3-1  | 5-2  | 0-1  | 2-0  | 2-2  | 0-1  | –––– | 0-2  | 2-3  |
| Sporting Genzano          | 3-1  | 4-0  | 2-1  | 5-0  | 3-0  | 1-0  | 4-1  | 3-0  | 6-0  | 1-0  | 3-1  | 2-1  | 0-0  | 10-2 | –––– | 1-0  |
| Vultur                    | 2-0  | 1-0  | 0-1  | 0-0  | 1-0  | 2-1  | 2-0  | 2-0  | 1-1  | 0-0  | 0-0  | 1-0  | 2-2  | 2-2  | 0-1  | –––– |

## Spareggi

### Play-off

#### Semifinali
|                           | Risultati |                           | Luogo e data   |
| ------------------------- | --------- | ------------------------- | -------------- |
| Murese 2000 Aurora        | 0 - 5     | Ricigliano                | 4 maggio 2008  |
| Ricigliano                | 4 - 1     | Murese 2000 Aurora        | 11 maggio 2008 |
|                           |           |                           |                |
| Atella Monticchio Vulture | 2 - 1     | Avigliano Calcio PZ       | 4 maggio 2008  |
| Avigliano Calcio PZ       | 1 - 1     | Atella Monticchio Vulture | 11 maggio 2008 |
|                           |           |                           |                |

#### Finale
|            | Risultati |                           | Luogo e data   |
| ---------- | --------- | ------------------------- | -------------- |
| Ricigliano | 4 - 1     | Atella Monticchio Vulture | 18 maggio 2008 |
|            |           |                           |                |

### Play-out
|                     | Risultati |                     | Luogo e data   |
| ------------------- | --------- | ------------------- | -------------- |
| Sporting Montalbano | 0 - 0     | Ruggiero di Lauria  | 11 maggio 2008 |
| Ruggiero di Lauria  | 3 - 0     | Sporting Montalbano | 18 maggio 2008 |
|                     |           |                     |                |
| Angelo Cristofaro   | 1 - 0     | Forza Matera        | 11 maggio 2008 |
| Forza Matera        | 0 - 1     | Angelo Cristofaro   | 18 maggio 2008 |
|                     |           |                     |                |